# Shunosaurus
Shunosaurus ("lagarto de Shu") un género representado por dos especies conocidas, y posiblemente una tercera,  de dinosaurios saurópodos cetiosáuridos que vivierón a finales y mediados del período Jurásico, hace aproximadamente entre 165 a 159 millones de años, desde el Bathoniense al Oxfordiense, en lo que hoy es Asia.

## Descripción

Comparación de tamaño

Primero se estimó que Shunosaurus tenía 11 metros de largo. Los hallazgos posteriores y más completos indicaron un tamaño algo menor. En 2010, Gregory S. Paul estimó la longitud en 9,5 metros y el peso en 3 toneladas. Shunosaurus tenía el cuello muy corto para ser un saurópodo, siendo sólo "superado" en este sentido por Brachytrachelopan. Los cráneos encontrados están en su mayoría comprimidos o desarticulados y la interpretación de la forma de la cabeza ha variado de ancho, corto y profundo a extremadamente estrecho y puntiagudo. Las mandíbulas superior e inferior estaban fuertemente curvadas hacia arriba, lo que les permitía funcionar como un par de tijeras de podar. Los dientes eran bastante robustos pero alargados con una longitud de corona de hasta 8 centímetros. Muestran una combinación única de un cuerpo cilíndrico que termina en una punta espatulada. En 1989 se descubrió que la cola terminaba en un garrote, equipado en su parte superior con dos picos sucesivos formados por osteodermos en forma de cono de 5 centímetros de largo probablemente utilizados para defenderse de los depredadores dando látigazos y ahuyentar a sus enemigos. También pudo haber usado como arma la garra larga ubicada en el dedo pulgar. La longitud de su cuello indica que Shunosaurus era un ramoneador bajo. La forma de sus mandíbulas está bien adaptada para procesar grandes cantidades de material vegetal grueso.

## Descubrimiento e investigación

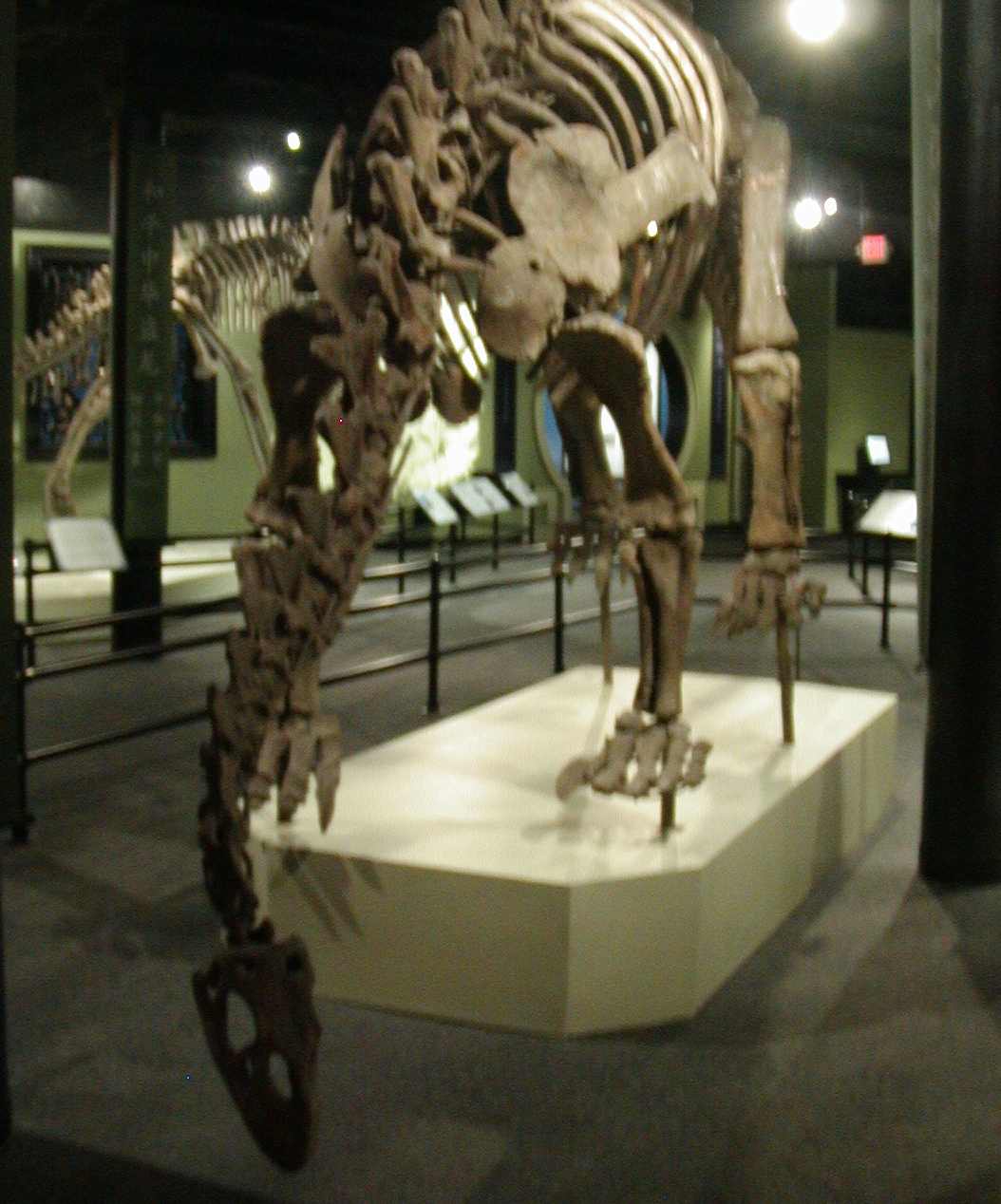
Esqueleto de Shunosaurus lii.

El primer fósil de Shunosaurus fue descubierto en 1977 por un grupo de estudiantes que practicaban excavaciones paleontológicas en la orilla de una carretera. La especie tipo, Shunosaurus lii, fue descrita y nombrada por Dong Zhiming , Zhou Shiwu y Zhang Yihong en 1983. El nombre genérico deriva de "Shu", un antiguo nombre de Sichuan. El nombre específico honra a Li Bing, gobernador de Sichuan en el siglo III a. C..

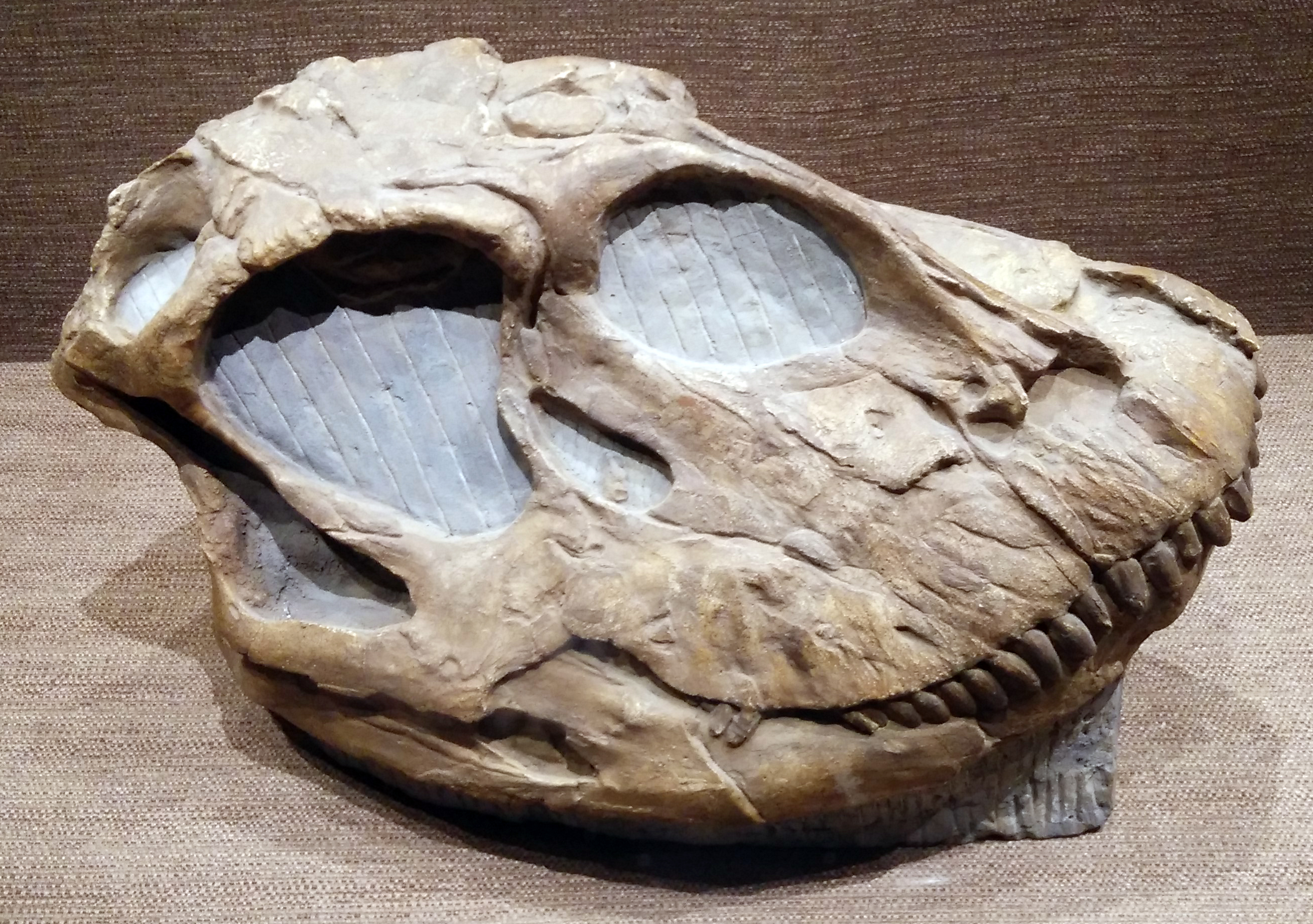
Cráneo

El holotipo, IVPP V.9065, fue recolectado de la Formación Xiashaximiao Inferior cerca de Dashanpu, Zigong. Consiste en un esqueleto parcial. Más tarde se descubrieron unos veinte especímenes importantes más, incluidos varios esqueletos, cráneos y juveniles completos o casi completos,  haciendo de Shunosaurus uno de los saurópodos mejor conocidos anatómicamente, con el 94% de todos los elementos esqueléticos identificados. Los esqueletos de Shunosaurus se exhiben en el Museo de Dinosaurios de Zigong en Zigong, provincia de Sichuan, y en el Museo de Historia Natural de Tianjin.
Una segunda especie propuesta, S. ziliujingensis, un nombre mencionado en la guía del museo de Zigong para indicar una forma más pequeña y más antigua, nunca se ha descrito formalmente y, por lo tanto, sigue siendo un invalida.
En 2004, un espécimen parcial semi-articulado del municipio de Jiangyi en el condado de Yuanmou fue descrito como la nueva especie Shunosaurus jiangyiensis. Se conoce por nueve vértebras cervicales, 15 dorsales, tres sacras, cuatro caudales, ambas escápulas, la coracoides derecha y la clavícula, la extremidad anterior derecha sin la mano, el pubis y el isquion y la extremidad posterior derecha, que se encuentra en la sección superior del Jurásico medio de la Formación Xiashaximiao. La especie se separó de Shunosaurus lii en función de su cintura pectoral única, pero se describió como muy similar tanto a Shunosaurus lii como a Kunmingosaurus.

## Clasificación

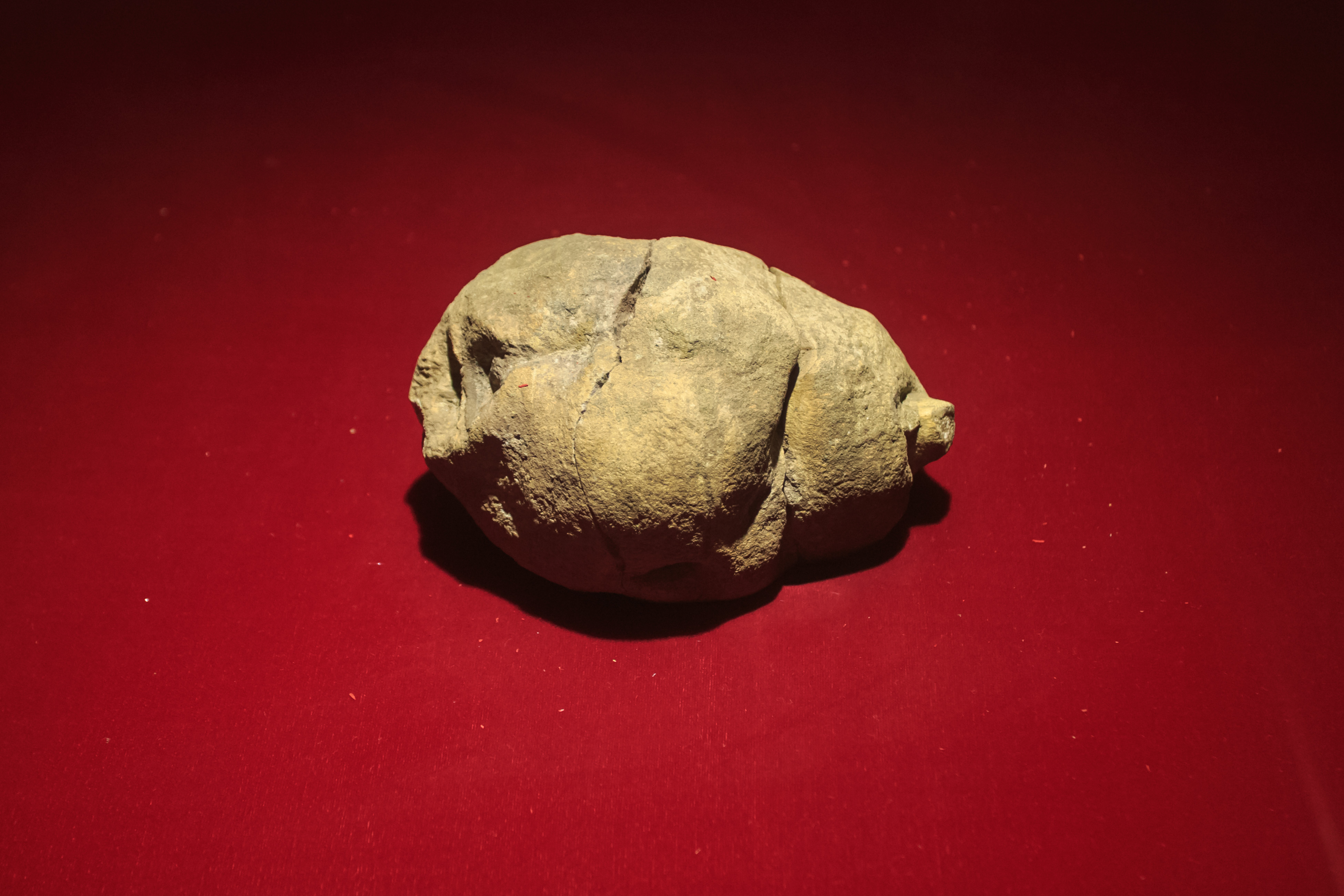
Porra de la cola

Shunosaurus fue originalmente clasificado como miembro de Cetiosaurinae, en 1992 Dong lo asignó a Shunosaurinae dentro de Cetiosauridae. Los análisis cladísticos han arrojado resultados contradictorios. En 1995 Paul Upchurch publicó un estudio en el que Shunosaurus pertenecía a Euhelopodidae junto con otros saurópodos chinos del Jurásico. Sin embargo, un análisis de Jeffrey Wilson en 2002 indicó que tenía una posición muy básica dentro de Eusauropoda. Shunosaurus quizás esté relacionado con Rhoetosaurus de Queensland en Australia.

## Paleoecología
Compartió el territorio con otros saurópodos como Datousaurus, Omeisaurus y Protognathosaurus, el posible ornitópodo Xiaosaurus y el posible estegosauriano Huayangosaurus y el terópodo Gasosaurus. Shunosaurus es clasificado como un eusaurópodo, cercano al Rhoetosaurus de Queensland en Australia. Desde 1979 se han encontrado más de 10 esqueletos de este dinosaurio, completos o casi completos, lo que lo hace uno de los mejores saurópodos conocidos y representa el 90 % de los fósiles de la formación.